# كارولين لورانس (فنانة تشكيلية)
كارولين لورانس (بالإنجليزية: Carolyn Lawrence)‏ هي فنانة تشكيلية أمريكية، ولدت في 1940.